# Kościół Wszystkich Świętych w Jemielnicy
Kościół Wszystkich Świętych – rzymskokatolicki kościół cmentarny należący do parafii Wniebowzięcia Najświętszej Maryi Panny w Jemielnicy (dekanat Strzelce Opolskie diecezji opolskiej).

## Historia i architektura
Jest to świątynia gotycka wzniesiona na przełomie XIII i XIV wieku, orientowana, murowana, wybudowana z łamanego kamienia wapiennego na zaprawie wapiennej i gładko otynkowana. Kościół posiada dwuprzęsłową nawę, do której prowadzi kruchta, od strony południowej z kostnicą powstałą w XIX wieku, następnie przechodzi w czworokątne prezbiterium z zakrystią od strony południowej. Więźba dachowa budowli jest drewniana, krokwiowo-płatwiowa. Dachy pokryte są blachą ocynkowaną. Nad nawą jest umieszczona wieżyczka na sygnaturkę powstała w 1747 roku, z ośmiokątną latarnią nakrytą baniastym dachem hełmowym. Od strony południowej do prezbiterium jest dobudowana zakrystia na planie prostokąta, nakryta sklepieniem kolebkowym. Nawa główna oraz prezbiterium są opięte przyporami, co razem z krzyżowo-żebrowym sklepieniem w prezbiterium opartym na wspornikach z maskami oraz ostrołukowym otworem tęczy potwierdza gotyckie pochodzenie. Sklepienie nawy głównej w stylu późnorenesansowym (zostało odbudowane w 1655 roku po zniszczeniach wojny trzydziestoletniej), jest kolebkowe z lunetami i oparte na gurtach oraz ozdobione dekoracją listwową, tworzącą medaliony. Do dziś przetrwał chór muzyczny drewniany powstały w XVII wieku podparty dwiema kolumnami, do którego prowadzą drewniane schody. Świątynia posiada bogate wyposażenie. Na ścianach prezbiterium można zobaczyć cenne, gotyckie polichromie wykonane w 1436 roku oraz inskrypcję minuskułową. Polichromie znajdują się również na podłuczu tęczy oraz rozglifieniu ostrołucznego okna. Ostatnie prace konserwatorskie przy polichromiach zostały wykonane w 2004 roku. Ambona razem z całym wyposażeniem z 2. połowy XVII wieku tworzy jednolitą stylowo, barokową całość. W architektonicznym ołtarzu głównym powstałym w 1738 roku znajduje się obraz Wszystkich Świętych, sygnowany nazwiskiem Christiana Lansena.